# Wylie-translitterering
Wylie-translitterering är en metod för att translitterera tibetansk skrift med bokstäverna i det latinska skriftsystemet. Metoden har fått namn efter Turrell V. Wylie, som utvecklade systemet 1959. Efter det har Wylie-systemet varit standardtranslitterering för tibetanska i USA. Systemet fungerar i båda riktningarna, det vill säga det är möjligt att på en entydigt sätt gå från tibetansk skrift till Wylie-translitterering och tillbaka.
Tibetansk skrift är av indiskt ursprung och baserat på 800-talets uttal. Wyllie-translitterering återger inte dagens uttal av det tibetanska språket.  För detta ändamål har man utvecklat tibetansk pinyin (TP), som är officiellt system  i Folkrepubliken Kina för återgivning av tibetanska personnamn och geografiska namn med det latinska alfabetet.

## Konsonanter

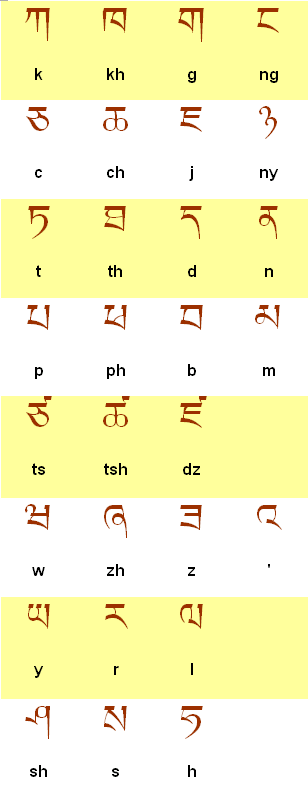
Konsonanter

Enligt Wylie-translittereringen representeras de tibetanska konsonanterna på detta sätt: 
| ཀ k  | ཁ kh  | ག g  | ང ng |
| ཅ c  | ཆ ch  | ཇ j  | ཉ ny |
| ཏ t  | ཐ th  | ད d  | ན n  |
| པ p  | ཕ ph  | བ b  | མ m  |
| ཙ ts | ཚ tsh | ཛ dz |      |
| ཝ w  | ཞ zh  | ཟ z  | འ '  |
| ཡ y  | ར r   | ལ l  |      |
| ཤ sh | ས s   | ཧ h  |      |

Den sista bokstaven i det tibetanska alfabetet, "nollkonsonanten" ཨ, translittereras inte, i och med att den bara uppträder i vokalinitiala ställningar, och därmed kan rekonstrueras.

## Vokaler

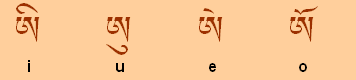
Vokaler

De fyra vokaltecknen representeras på detta sätt:
| ཨི i | ཨུ u | ཨེ e | ཨོ o |

Om en stavelse inte har vokaltecken tilläggs bokstaven a för att visa den inherenta vokalen a, exempel: ཨ་ blir a (་ motsvarar mellanslag, alltså "slut på ordet").

## Stora bokstäver
I tidigare translittereringssystem för tibetanska användes ofta stora bokstäver för att visa vad som är rotbokstav. Med dessa rotbokstäver var det möjligt att slå upp ord i ordböcker. Metoden var dock inte konsekvent och därför införde Wylie en praxis att skriva den första bokstaven i ett ord med stor bokstav.